# Ommata socia
Ommata socia là một loài bọ cánh cứng trong họ Cerambycidae.